# Димитрий (Грольос)
Митрополи́т Дими́трий (греч. Μητροπολίτης Δημήτριος, в миру Михаи́л Гро́льос, греч. Μιχαήλ Γρόλλιος; 3 марта 1939, Осса — 22 октября 2023, Салоники) — архиерей Константинопольской православной церкви; митрополит Метронский и Атеронский (2020—2023), ранее — епископ Фермский (1980—2001), викарий Германской митрополии.

## Биография
Родился 3 марта 1939 года в посёлке Осса близ Салоник в Греции.
В 1961 году митрополитом Фессалоникийским Пантелеимоном (Папагеоргиу) был хиротонисан в сан диакона. В 1965 году окончил богословский факультет Университета Аристотеля в Салониках.
16 июля 1970 года митрополитом Галльским Мелетием (Карабинисом) был рукоположен в сан пресвитера.
9 ноября 1980 года хиротонисан в сан епископа Фермского, викария Германской митрополии. Жил в Мюнхене.
В 2001 году вышел на покой и проживал в Греции.
26 июля 2019 года участвовал в первом сослужении архиереев Элладской православной церкви и ПЦУ за божественной литургией в кафедральном соборе города Лангадас, возглавляемую митрополитом Верийским, Наусским и Камбанийским Церкви Эллады Пантелеимоном (Калпакидисом). Ему сослужили, кроме епископа Димитрия, митрополит Лангадаский, Литийский и Рендинский Иоанн (Тассьяс), митрополит Артський Каллиник (Коробокис), митрополит Триккийский и Стагонийский Хризостом (Насис), а также архиерей ПЦУ, архиепископ Черновицкий и Хотинский Герман (Семанчук). Среди многочисленных участников на  Божественной литургии присутствовали консул Украины в Салониках Александр Воронин, мэр города Лангадаса Харалампос Бабис Айвазидис, представители местных органов власти, командования местных Вооруженных сил Греции, местные общественные деятели.
12 сентября 2019 года присутствовал на первом сослужении архиереев ПЦУ и Александрийского патриархата. По приглашению митрополита Иоанна (Тасьяса), представители Православной Церкви Украины приняли участие в торжественном богослужении по случаю храмового праздника в Осси, родном селе епископа Димитрия. В храме были совершены всенощное бдение и божественная литургия, в которых приняли участие митрополит Триккийский и Стагонский Хризостом (Насис), епископ Мозамбикский Хризостом (Карагунис) (Александрийский патриархат) и архиепископ Житомирский и Полесский Владимир (Шлапак) (ПЦУ).
31 августа 2020 года был избран митрополитом Метронским и Атеронским.
В середине октября 2023 года был госпитализирован для операции в больницу Салоник, где скончался 22 октября. Отпевание почившего иерарха состоялось 24 октября в храме святого Димитрия в Салониках.